# Liste des maires de Bastia
Cet article dresse une liste par ordre de mandat des maires de Bastia.

## Liste des maires
| Période                                  | Période          | Identité                        | Étiquette                | Qualité                                                                      |
| ---------------------------------------- | ---------------- | ------------------------------- | ------------------------ | ---------------------------------------------------------------------------- |
| Les données manquantes sont à compléter. |                  |                                 |                          |                                                                              |
| 1791                                     | 1794             | Jean-Baptiste Galeazzini        |                          | Dénonciateur public (Réélu en 1793, 1797, 1830)                              |
| Les données manquantes sont à compléter. |                  |                                 |                          |                                                                              |
| 1814                                     | 1815             | Charles Vannucci                |                          |                                                                              |
| Les données manquantes sont à compléter. |                  |                                 |                          |                                                                              |
| 1843                                     | 1848             | Antoine Sébastien Lazarotti     |                          |                                                                              |
| 1854                                     | 1858             | Vincent Piccioni                | Centre droit             | Avocat, bâtonnier des avocats de Bastia Conseiller général du Canton de Luri |
| 1858                                     | 1865             | Hippolyte d'Angelis (1802-1870) |                          | Propriétaire                                                                 |
| 1865                                     | 1868             | Antoine Piccioni                |                          | Conseiller général du Canton de Luri                                         |
| 1870                                     | 1871             | Antoine Fabiani                 |                          | Chevalier de la légion d'honneur                                             |
| 1879                                     | 1881             | Jean Jacques Ajaccio            |                          |                                                                              |
| Les données manquantes sont à compléter. |                  |                                 |                          |                                                                              |
| 1919                                     | 1937             | Émile Sari                      |                          | Sénateur (1921-1937)                                                         |
| 1937                                     | 1941             | Hyacinthe de Montera            |                          |                                                                              |
| 1941                                     | 1943             | Joseph Gherardi                 |                          |                                                                              |
| 1943                                     | 1945             | Jacques Faggianelli             | Radical                  |                                                                              |
| 1945                                     | 1947             | Hyacinthe de Montera            |                          |                                                                              |
| 1947                                     | 1967             | Jacques Faggianelli             | Radical                  |                                                                              |
| 1968                                     | 1989             | Jean Zuccarelli                 | MRG                      | Député de la Corse puis de la Haute-Corse Gendre d'Émile Sari.               |
| 1989                                     | 1997             | Émile Zuccarelli                | PRG                      | Député Ministre Fils du précédent.                                           |
| 1997                                     | 2000             | Albert Calloni                  | PRG                      |                                                                              |
| 2000                                     | 2014             | Émile Zuccarelli                | PRG                      | Député                                                                       |
| 5 avril 2014                             | 2016 (Démission) | Gilles Simeoni,                 | Nationaliste autonomiste | Président du Conseil exécutif de Corse                                       |
| 7 janvier 2016,                          | En cours         | Pierre Savelli                  | Nationaliste autonomiste | Adjoint au maire (2014-2016)                                                 |